# La Neuveville-devant-Lépanges
La Neuveville-devant-Lépanges – miejscowość i gmina we Francji, w regionie Grand Est, w departamencie Wogezy.
Według danych na rok 1990 gminę zamieszkiwało 360 osób, a gęstość zaludnienia wynosiła 41 osób/km² (wśród 2335 gmin Lotaryngii La Neuveville-devant-Lépanges plasuje się na 696. miejscu pod względem liczby ludności, natomiast pod względem powierzchni na miejscu 684.).